# Il giro del mio mondo
Il giro del mio mondo, pubblicato nel 1989, è il ventisettesimo album in studio della cantante italiana Ornella Vanoni.

## Il disco
In quasi tutto l'album figura Gino Paoli tra gli autori. Fa eccezione solo il terzo brano, scritto interamente da Teresa De Sio. Ornella partecipa al Festival di Sanremo 1989 con il brano Io come farò classificandosi in decima posizione. La stessa "Questa volta no", inizialmente pensata per Ornella, è stata scelta da Paoli per la sua partecipazione alla stessa edizione sanremese.

## Tracce
1. Tu mi ricordi Milano - 4:53 - (Sergio Bardotti-Gino Paoli - Roberto Pacco)
2. Io come farò - 4:05 - (Sergio Bardotti-Gino Paoli -Mauro Pagani)
3. Isole di fronte - 3:33 - (Teresa De Sio)
4. Il giorno giovane - 4:19 - (Gino Paoli - Sergio Bardotti - Michele Ascolese)
5. Questa volta no - 3:57 - (Paola Penzo - Gino Paoli)
6. Se tu volessi - 4:03 - (Gino Paoli-Sergio Bardotti - Mauro Pagani)
7. I viaggiatori - 4:00 - (Gino Paoli - Sergio Bardotti - Mauro Pagani)
8. Il conto - 4:47 - (Gino Paoli - Sergio Bardotti - Mauro Spina)
9. Si vedrà - 2:33 - (Paola Penzo -Gino Paoli)
10. Il ragazzo dell'angolo - 4:19 - (Gino Paoli - Sergio Bardotti- Michele Ascolese)

## Formazione
- Ornella Vanoni – voce
- Michele Ascolese – chitarra
- Adriano Pennino – tastiera, pianoforte
- Aldo Mercurio – basso in A2-3-5 e B4
- Beppe Gemelli – batteria
- Rosario Jermano – percussioni
- Franco Cristaldi – basso in B5
- Maurizio Camagna – programmazione
- Sergio Conforti – tastiera addizionale
- Paolo Costa – basso in A1-4 e B1-2-3
- Mauro Pagani – violino, cori, mandolino, flauto
- Amedeo Bianchi – sax alto
- Robert Fix – sassofono soprano
- Betty Vittori – cori